# Anthurium cupreonitens
Anthurium cupreonitens är en kallaväxtart som beskrevs av Adolf Engler. Anthurium cupreonitens ingår i släktet Anthurium och familjen kallaväxter. Inga underarter finns listade.